# Signe de Cardarelli
Pour les articles homonymes, voir Cardarelli.
Le signe de Cardarelli est une pulsation anormale de la trachée, décrit par le médecin et professeur Antonio Cardarelli, qu'on peut retrouver chez les patients ayant une dilatation ou un anévrisme de l'arc aortique. Le signe de Cardarelli peut être ressenti en faisant pression sur le cartilage thyroïde et en le déplaçant à la gauche du patient. Cela augmente le contact entre la bronche et l'aorte et permet de sentir l'aorte en surface, pour détecter un anévrisme. Avec les signes de Bakey, de Bonnet et Hall, c'est l'un des symptômes recherchés en consultation pour détecter une anomalie de l'aorte.